# Expeditie Robinson 2000
Expeditie Robinson 2000 (título en castellano, Expedición Robinson) fue un reality show de supervivencia extrema, esta es la 1.ra temporada del reality show belga-holandés Expeditie Robinson, transmitido por NET 5 y VT4. Fue conducido por Ernst-Paul Hasselbach y Desiré Naessens, se estrenó el 15 de septiembre de 2000 y finalizó el 18 de diciembre de 2000. Esta temporada fue grabado en Malasia, específicamente en el archipiélago de Sibu y contó con 16 participantes. La holandesa Karin Lindenhovius es quien ganó esta temporada.
Esta primera temporada contó con 16 participantes divididos en 2 tribus; la primera es la tribu Kamp Noord representada por el color celeste y la segunda es Kamp Zuid representada por el color amarillo. Esta temporada duró 46 días.

## Equipo del Programa
- Presentadores: 
  - Ernst-Paul Hasselbach, lidera las competencias por equipos.
  - Desiré Naessens, lidera los consejos de eliminación.

## Participantes
| Participante                         | Edad | Tribu Original | Tribu Definitiva                          | Resultado Final                            | Estadía |
| ------------------------------------ | ---- | -------------- | ----------------------------------------- | ------------------------------------------ | ------- |
| Karin Lindenhovius Estudiante.       | 25   | Kamp Noord     | Robinson                                  | Ganadora de Expeditie Robinson 2000        | 46 días |
| Eva Willems Secretaria.              | 24   | Kamp Noord     | Robinson                                  | 2.° lugar de Expeditie Robinson 2000       | 46 días |
| Sascha Carrilho Contadora.           | 19   | Kamp Zuid      | Robinson                                  | 14.ta Eliminada de Expeditie Robinson 2000 | 46 días |
| Melvin Pigot Estudiante.             | 30   | Kamp Zuid      | Robinson                                  | 13.er Eliminado de Expeditie Robinson 2000 | 42 días |
| Tommy Vuylsteke Estudiante.          | 20   | Kamp Zuid      | Robinson                                  | 12.do Eliminado de Expeditie Robinson 2000 | 38 días |
| Veronique Pryker Contador.           | 32   | Kamp Zuid      | Robinson                                  | 11.ra Eliminada de Expeditie Robinson 2000 | 34 días |
| Sander Herbers Estudiante.           | 28   | Kamp Noord     | Robinson                                  | 10.mo Eliminado de Expeditie Robinson 2000 | 30 días |
| Muriëlle Hurk Gerente.               | 27   | Kamp Zuid      | Robinson                                  | 9.na Eliminada de Expeditie Robinson 2000  | 27 días |
| Kris Zientala Diseñadora.            | 40   | Kamp Zuid      | Robinson                                  | 8.va Eliminada de Expeditie Robinson 2000  | 24 días |
| Jan Dewaegheneire Piloto.            | 43   | Kamp Noord     | Robinson                                  | 7.mo Eliminado de Expeditie Robinson 2000  | 21 días |
| Lisa Portengen Actriz.               | 28   | Kamp Noord     |                                           | 6.ta Eliminada de Expeditie Robinson 2000  | 18 días |
| Ron Noorlander Empresario.           | 40   | Kamp Zuid      | 5.to Eliminado de Expeditie Robinson 2000 | 15 días                                    |         |
| Harry Heucekelom Ex-Dueño de un pub. | 43   | Kamp Noord     | 4.to Eliminado de Expeditie Robinson 2000 | 12 días                                    |         |
| Carine Spruyt Florista.              | 41   | Kamp Zuid      | 3.ra Eliminada de Expeditie Robinson 2000 | 9 días                                     |         |
| Dennis van de Boer Empresario.       | 23   | Kamp Noord     | 2.do Eliminado de Expeditie Robinson 2000 | 6 días                                     |         |
| Nele Degroote Ejecutiva.             | 21   | Kamp Noord     | 1.ra Eliminada de Expeditie Robinson 2000 | 3 días                                     |         |

## Desarrollo

### Competencias
| Episodio | Emisión                  | Inmunidad     | Eliminado | Salida |
| -------- | ------------------------ | ------------- | --------- | ------ |
| 1        | 15 de septiembre de 2000 | Kamp Zuid     | Nele      | Día 3  |
| 2        | 22 de septiembre de 2000 | Kamp Zuid     | Dennis    | Día 6  |
| 3        | 29 de septiembre de 2000 | Kamp Noord    | Carine    | Día 9  |
| 4        | 6 de octubre de 2000     | Kamp Zuid     | Harry     | Día 12 |
| 5        | 13 de octubre de 2000    | Kamp Noord    | Ron       | Día 15 |
| 6        | 20 de octubre de 2000    | Kamp Zuid     | Lisa      | Día 18 |
| 7        | 27 de octubre de 2000    | Eva           | Jan       | Día 21 |
| 8        | 3 de noviembre de 2000   | Sander        | Kris      | Día 24 |
| 9        | 10 de noviembre de 2000  | Karin         | Muriëlle  | Día 27 |
| 10       | 17 de noviembre de 2000  | Tommy         | Sander    | Día 30 |
| 11       | 24 de noviembre de 2000  | Karin         | Veronique | Día 35 |
| 12       | 8 de diciembre de 2000   | Sascha        | Tommy     | Día 38 |
| 13       | 18 de diciembre de 2000  | Eva           | Melvin    | Día 42 |
| Episodio | Emisión                  | Consejo final | Ganadora  | Salida |
| 13       | 18 de diciembre de 2000  | Eva / Karin   | Karin     | Día 46 |

### Jurado Final
| Participante | Puesto     | Vota por |
| ------------ | ---------- | -------- |
| Jan          | 1° Miembro | Eva      |
| Kris         | 2° Miembro | Karin    |
| Muriëlle     | 3° Miembro | Karin    |
| Sander       | 4° Miembro | Karin    |
| Veronique    | 5° Miembro | Karin    |
| Tommy        | 6° Miembro | Eva      |
| Melvin       | 7° Miembro | Eva      |
| Sascha       | 8° Miembro | Karin    |

## Estadísticas Semanales
| Participante | Episodio  | Episodio  | Episodio  | Episodio  | Episodio  | Episodio  | Episodio     | Episodio     | Episodio     | Episodio     | Episodio     | Episodio     | Episodio     |
| Participante | Equipos   | Equipos   | Equipos   | Equipos   | Equipos   | Equipos   | Individuales | Individuales | Individuales | Individuales | Individuales | Individuales | Individuales |
| Participante | 1         | 2         | 3         | 4         | 5         | 6         | 7            | 8            | 9            | 10           | 11           | 12           | 13           |
| ------------ | --------- | --------- | --------- | --------- | --------- | --------- | ------------ | ------------ | ------------ | ------------ | ------------ | ------------ | ------------ |
| Karin        | Salvada   | Salvada   | Gana      | Salvada   | Gana      | Salvada   | Salvada      | Salvada      | Inmune       | Salvada      | Inmune       | Salvada      | Ganadora     |
| Eva          | Salvada   | Salvada   | Gana      | Salvada   | Gana      | Salvada   | Inmune       | Salvada      | Salvada      | Salvada      | Salvada      | Salvada      | 2.º Lugar    |
| Sascha       | Gana      | Gana      | Salvada   | Gana      | Salvada   | Gana      | Salvada      | Salvada      | Salvada      | Salvada      | Salvada      | Inmune       | Eliminada    |
| Melvin       | Gana      | Gana      | Salvado   | Gana      | Salvado   | Gana      | Salvado      | Salvado      | Salvado      | Salvado      | Salvado      | Salvado      | Eliminado    |
| Tommy        | Gana      | Gana      | Salvado   | Gana      | Salvado   | Gana      | Salvado      | Salvado      | Salvado      | Inmune       | Salvado      | Eliminado    |              |
| Veronique    | Gana      | Gana      | Salvada   | Gana      | Salvada   | Gana      | Salvada      | Salvada      | Salvada      | Salvada      | Eliminada    |              |              |
| Sander       | Salvado   | Salvado   | Gana      | Salvado   | Gana      | Salvado   | Salvado      | Inmune       | Salvado      | Eliminado    |              |              |              |
| Muriëlle     | Gana      | Gana      | Salvada   | Gana      | Salvada   | Gana      | Salvada      | Salvada      | Eliminada    |              |              |              |              |
| Kris         | Gana      | Gana      | Salvada   | Gana      | Salvada   | Gana      | Salvada      | Eliminada    |              |              |              |              |              |
| Jan          | Salvado   | Salvado   | Gana      | Salvado   | Gana      | Salvado   | Eliminado    |              |              |              |              |              |              |
| Lisa         | Salvada   | Salvada   | Gana      | Salvada   | Gana      | Eliminada |              |              |              |              |              |              |              |
| Ron          | Gana      | Gana      | Salvado   | Gana      | Eliminado |           |              |              |              |              |              |              |              |
| Harry        | Salvado   | Salvado   | Gana      | Eliminado |           |           |              |              |              |              |              |              |              |
| Carine       | Gana      | Gana      | Eliminada |           |           |           |              |              |              |              |              |              |              |
| Dennis       | Salvado   | Eliminado |           |           |           |           |              |              |              |              |              |              |              |
| Nele         | Eliminada |           |           |           |           |           |              |              |              |              |              |              |              |

Competencia en equipos (Días 1-20)
     El participante gana junto a su equipo y continua en competencia.
     El participante pierde junto a su equipo pero no es eliminado.
     El participante pierde junto a su equipo y posteriormente es eliminado.
Competencia individual (Días 21-46)
     Ganadora de Expeditie Robinson 2000.
     2°.Lugar de Expeditie Robinson 2000.
     El participante gana la competencia y queda inmune.
     El participante pierde la competencia, pero no es eliminado.
     El participante es eliminado de la competencia.